# Nantwich
Nantwich – miasto i civil parish w Anglii, w hrabstwie ceremonialnym Cheshire, w dystrykcie (unitary authority) Cheshire East. Leży 29 km na południowy wschód od miasta Chester i 238 km na północny zachód od Londynu, nad rzeką Weaver. W 2011 roku civil parish liczyła 13 964 mieszkańców. Nantwich jest wspomniane w Domesday Book (1086) jako Wich.